# Teorema de Helly

O teorema de Helly no plano euclidiano: se uma família de conjuntos convexos tem uma interseção não vazia para cada grupo de três subconjuntos, então a família inteira tem interseção não vazia.

O teorema de Helly é um resultado básico em geometria discreta sobre a interseção de conjuntos convexos. Ele foi descoberto por Eduard Helly em 1913, mas não foi publicado por ele até 1923, e àquela altura, provas alternativas por Radon (1921) e König (1922) já tinham aparecido. O teorema de Helly deu origem à noção da "família de Helly".

## Declaração
Deixe X1, ..., Xn ser uma coleção finita de subconjuntos convexos de Rd, com n > d. Se a interseção de todos os d + 1 desses conjuntos não for vazia, então toda a coleção tem uma intersecção não vazia; ou seja,
{\displaystyle \bigcap _{j=1}^{n}X_{j}\neq \varnothing .}
Para coleções infinitas tem-se que assumir a compactidade. Deixe {Xα} ser uma coleção de subconjuntos convexo compactos de Rd, tais que toda subcoleção de cardinalidade no máximo d + 1 tem interseção não vazia, então toda a coleção tem interseção não vazia.

## Outras referências
- Bollobás, B. (2006), «Problem 29, Intersecting Convex Sets: Helly's Theorem», The Art of Mathematics: Coffee Time in Memphis, ISBN 0-521-69395-0, Cambridge University Press, pp. 90–91
- Eckhoff, J. (1993), «Helly, Radon, and Carathéodory type theorems», Handbook of Convex Geometry, A, B, Amsterdam: North-Holland, pp. 389–448.
- Heinrich Guggenheimer (1977) Aplicável a Geometria, página 137, Krieger, Huntington ISBN 0-88275-368-1 .
- Helly, E. (1923), «Über Mengen konvexer Körper mit gemeinschaftlichen Punkten», Jahresbericht der Deutschen Mathematiker-Vereinigung, 32: 175–176.
- König, D. (1922), «Über konvexe Körper», Mathematische Zeitschrift, 14 (1): 208–220, doi:10.1007/BF01215899
- Radon, J. (1921), «Mengen konvexer Körper, die einen gemeinsamen Punkt enthalten», Mathematische Annalen, 83 (1–2): 113–115, doi:10.1007/BF01464231